# Brücke Stobenstraße
Die Brücke Stobenstraße ist eine denkmalgeschützte Brücke in der Stadt Quedlinburg in Sachsen-Anhalt.

## Lage
Sie führt über den Mühlgraben und verbindet die westlich in der Quedlinburger Altstadt gelegene Schulstraße mit der östlich, in der Quedlinburger Neustadt gelegenen Stobenstraße. Die Brücke ist im Quedlinburger Denkmalverzeichnis eingetragen.

## Architektur und Geschichte
Der Standort der Brücke ist ein bereits seit langer Zeit belegter Ort für eine Brücke zwischen Quedlinburger Alt- und Neustadt. Eine Brücke bestand hier wohl zumindest seitdem der Mühlgraben in die Altstadt einbezogen wurde.
Die heutige Brücke entstand in der ersten Hälfte des 19. Jahrhunderts. Sie ist aus Naturstein errichtet und überspannt mit einem einzigen flachen Bogen mit erheblicher Spannweite den Bach. Die Brüstungsgitter der Brücke sind im Stil des Klassizismus aus Schmiedeeisen gefertigt.